# Sacca della Ruhr
Con l'espressione "Sacca della Ruhr" viene indicata l'area all'interno della quale le residue forze del Gruppo d'armate B della Wehrmacht furono accerchiate dagli eserciti Alleati nelle ultime fasi della seconda guerra mondiale sul fronte occidentale. Da un punto di vista geografico, quest'area comprendeva gran parte della regione tedesca della Ruhr, a est del fiume Reno.
Grazie a un attacco a tenaglia scatenato dalla I e dalla IX Armata americana, gli Alleati riuscirono a isolare l'area industriale della Ruhr dal resto del Reich, realizzando così un grande successo strategico.  Un intero gruppo d'armate tedesco fu circondato nella sacca: al momento della resa (21 aprile 1945), più di 300 000 soldati tedeschi furono fatti prigionieri.

## Premessa
Le offensive condotte tra l'inizio di febbraio e la metà di marzo del 1945 avevano rappresentato un grande successo per gli Alleati: i tedeschi erano stati scacciati dalla loro principale linea difensiva a occidente (la linea Sigfrido) ed erano stati costretti ad arretrare fin oltre il Reno.

### La situazione americana
Sin dalla fase di pianificazione dell'attacco contro il cuore Terzo Reich, i vertici politici e militari Alleati riconobbero l'importanza strategica che l'occupazione del bacino industriale della Ruhr rappresentava per le sorti complessive del conflitto. Pertanto vi era una forte determinazione ad arrivare ad impossessarsi di quest'area.
Alla Conferenza di Malta del febbraio 1945, dove si iniziò a pianificare la fase finale delle operazioni sul fronte occidentale, il generale Dwight Eisenhower (Comandante in capo delle forze di spedizione alleate) decise di attraversare il Reno a nord e a sud della regione industriale della Ruhr. Tali operazioni furono condotte in due fasi distinte:
- a sud il 7 marzo gli uomini della I Armata americana, che costituiva l'ala sinistra del XII Gruppo d'armate alleato al comando del generale Omar Bradley, riuscirono a prendere il controllo del ponte "Ludendorff" presso Remagen, costituendo in pochi giorni un'ampia testa di ponte;
- a nord unità britanniche e della IX Armata americana, che costituiva l'ala destra del XXI Gruppo d'armate alleato al comando del feldmaresciallo Bernard Montgomery, a seguito dell'operazione Plunder attraversarono il fiume presso Wesel.

Da quelle posizioni le truppe anglo-americane minacciavano di colpire l'area nella quale era situato il grosso dell'industria pesante tedesca, assestando così un colpo decisivo alle potenzialità offensive del nemico e alla sua capacità di resistenza. Il piano messo di Eisenhower prevedeva, approfittando delle teste di ponte oltre il Reno, di lanciare un attacco a tenaglia contro la Ruhr, accerchiando le forze tedesche del Gruppo d'armate B.
Le due braccia di questa tenaglia sarebbero state le ali del XII e del XXI Gruppo d'armate (rispettivamente la I e la IX Armata americana), le quali, dopo essere penetrate in profondità tra le linee nemiche, avrebbero dovuto ricongiungersi alle spalle delle forze tedesche e accerchiarle. Una volta che la morsa attorno alla Ruhr si fosse chiusa, le truppe americane si sarebbero incaricate di ripulire la sacca dalle forze nemiche.

### La situazione tedesca
L'offensiva Alleata sul Reno aveva pesantemente indebolito l'esercito tedesco. L'11 marzo 1945, il feldmaresciallo Gerd von Rundstedt, che più volte aveva insistito per giungere a un armistizio con gli Alleati, fu sostituito nel comando delle truppe sul fronte occidentale dal feldmaresciallo Albert Kesselring. Il Gruppo d'armate B, che sotto l'abile comando di Model era riuscito a rallentare l'avanzata Alleata, era stato costretto ad arretrare oltre il Reno per difendere la Ruhr, il cuore dell'industria bellica tedesca. Le teste di ponte americane oltre il fiume, però, rendevano precaria la situazione dei tedeschi.
A rendere ancor più critica la posizione del Gruppo d'armate B era l'esiguità degli effettivi rimasti a disposizione di Model. Formalmente il feldmaresciallo poteva contare ancora su due armate (la XV Armata e la V Armata corazzata) composte da 60 divisioni. Tuttavia, queste divisioni contavano in media circa 5 000 uomini, in luogo dei 9-12 000 di una divisione in piena efficienza.

## La battaglia
Dopo il successo dell'operazione Plunder, le armate americane si lanciarono con decisione all'attacco delle posizioni tedesche. Rispettando i piani, nel settore meridionale del fronte la I Armata americana attaccò verso nord-est, mentre in quello settentrionale la IX Armata si mosse verso sud-est.
Le residue unità del Gruppo d'armate B non furono in grado di opporre un'efficace resistenza. In pochi giorni l'offensiva americana ottenne pieno successo, penetrando in profondità attraverso le linee nemiche e portando così al collasso l'intero dispositivo di difesa tedesco.
Il 1º aprile 1945, le avanguardie della I e della IX Armata si ricongiunsero presso Lippstadt; tre giorni dopo l'accerchiamento delle forze tedesche era completato. I tedeschi fecero un debole tentativo di contrattacco per rompere l'isolamento: l'attacco iniziò il 30 marzo e venne riproposto il 1° e il 2 aprile presso Winterberg, ma gli americani riuscirono a respingerlo senza eccessive difficoltà. Oltre 300 000 soldati del Gruppo d'armate B furono così intrappolati nella sacca della Ruhr.
Dopo che l'isolamento della Ruhr fu completato, le principali unità Alleate continuarono la loro spinta verso l'Elba, per ricongiungersi con gli eserciti sovietici che avanzavano da oriente. La resistenza tedesca all'interno della sacca, ad ogni modo, non cessò dopo l'accerchiamento: seguendo le indicazioni di Hitler, il feldmaresciallo Model predispose le sue truppe per una resistenza fino all'ultimo uomo, anche se la situazione era ormai disperata. Unità della I e della IX Armata rimasero quindi a fronteggiare un nemico ancora determinato a combattere, impegnandosi nella riduzione della sacca.
Dato il persistere della resistenza tedesca, il comando Alleato ordinò una nuova offensiva, che spezzasse in due la sacca, piegando definitivamente i tedeschi. Il 12 aprile iniziò un nuovo attacco sui fianchi delle posizioni tedesche, condotto seguendo il medesimo schema dell'offensiva precedente: da nord si mosse la IX Armata, mentre da sud la I Armata partì simultaneamente all'attacco.
Anche quest'operazione condusse ad un pieno successo Alleato. La sacca fu spezzata in due tronconi: quello orientale (il più piccolo), che si arrese il giorno dopo essere stato isolato dal resto della sacca, e quello occidentale, che invece continuò a resistere. Tuttavia ormai la situazione era diventata disperata; contravvenendo agli ordini di Hitler, il 21 aprile Model ordinò ai suoi uomini di cessare i combattimenti nella sacca della Ruhr e sciolse il Gruppo d'armate B. Oltre 300 000 soldati e 30 generali tedeschi furono così fatti prigionieri degli Alleati.
Lo stesso 21 aprile 1945 Model si suicidò con un colpo di pistola alla testa.